# Кан Академия
Кан Aкадемия (на английски: Khan Academy) е американска образователна организация с нестопанска цел, създадена през 2006 г. от Салман Кан.  Неговата цел е да създаде набор от онлайн инструменти, които помагат за обучението на учениците. Организацията предлага кратки видео уроци. Нейният уебсайт също така включва допълнителни практически упражнения и материали за преподаватели. Всички ресурси са достъпни безплатно за потребителите на уебсайта и мобилното приложение. 
Мисията на организацията е „да предостави висококачествено образование на всекиго и навсякъде, безвъзмездно“. Ученикът придобива знания и умения от сайта с помощта на над 10 000 видео урока и повече от 100 000 упражнения. Темите покриват различни сфери на знанието – математика, история, здравеопазване и медицина, финанси, физика, химия, биология, астрономия, икономика, органична химия, американска история, история на изкуството, компютърни науки и други. Образователните клипове са гледани над 200 милиона пъти в Ютюб. Българският е сред най-превежданите езици в Кан Академия към 2018 г.

## История
Салман Кан е американец от бангладешки и индийски произход. След като придобива 3 образователни степени от Масачузетския технологичен институт (математика, електронно инженерство и компютърни науки), той придобива и MBA от Харвардската бизнес школа (HBS). През 2004 г. започва да обучава братовчедка си по математика в Интернет, използвайки услуга, наречена Yahoo! Doodle Images, която му позволява да рисува в реално време. След известно време други негови братовчеди започват да използват неговите услуги за обучение. Поради търсенето той решава да направи видеоклиповете си достъпни за гледане в Интернет, затова публикува съдържанието си в Ютюб. По-късно използва приложение за рисуване, наречено SmoothDraw, а сега използва таблет Wacom, за да рисува с помощта на ArtRage. Видео уроците са записани на неговия компютър.
Прочитейки положителния отзвук в Ю Ес Ей Тъдей, Кан е подтикнат да създаде Кан Академия през 2008 г. и да напусне работата си същата година, за да се съсредоточи на пълен работен ден върху създаването на образователни уроци. Khan Lab School – училище, основано от Кан и свързано с Кан Академия, е открито на 15 септември 2014 г. в Маунтин Вю, Калифорния.

## Финансиране
Кан Академия е организация с нестопанска цел, финансирана предимно от дарения от филантропски организации. Организацията отчита 31 млн. долара приходи през 2018 г. и 28 млн. долара през 2019 г., включително 839 хил. долара като компенсация за 2019 г. за Кан като главен изпълнителен директор.
През 2010 г. Гугъл дарява 2 млн. долара за създаване на нови курсове и превод на съдържанието им на други езици, като част от тяхната програма Project 10100. През 2013 г. Карлос Слим Елу от Фондация „Луис Алказар“ в Мексико прави дарение за създаване на испански версии на видеоклиповете. През 2015 г. Ей Ти енд Ти дарява 2,25 милиона долара на Кан Академия за мобилни версии на съдържанието, достъпно чрез мобилни приложения. Фондацията на Бил и Мелинда Гейтс дарява 1,5 мнл. долара на Кан Академия, а на 11 януари 2021 г. Илон Мъск дарява 5 млн. долара чрез своята фондация.
Впоследствие, поради огромния интерес към уроците на Кан от различни езикови групи, проектът става отворен и на 20 септември  2012 г. Кан Академия публикува първите страници за своя интернационален проект, на които се поместени уроците на най-превежданите езици.

### Khanmigo
Khanmigo е чатбот, задвижван от технологията GPT-4, предназначен да подпомага потребителите при запитвания по математика, наука, хуманитарни науки и кодиране, както и да помага при изучаването на тези предмети. Той включва големия езиков модел на OpenAI. Кан Академия представя Khanmigo на 14 март 2023 г. Потребителите могат да имат достъп срещу 4 долара на месец. Потребителите, които искат да се регистрират, трябва да са над 18 години.

### Езици
Видеоклиповете на Кан Академия са преведени на няколко езика, с близо 20 000 налични превода на субтитри. Тези преводи се извършват главно от доброволци с помощта на международни партньорства. Платформата Кан Академия е напълно достъпна на английски (en), бенгалски (bn), български (bg), китайски (zh), френски (fr), немски (de), грузински (ka), норвежки (nb), полски (pl), португалски (pt), испански (es), сръбски (sr), турски (tr) и узбекски (uz), и е частично налична на 28 други езика.
Версията на платформата на български е сред най-активно превежданите към 2018 г. Кан Академия се превежда, популяризира и прилага в българските училища от сдружение „Образование без раници“. Първоначално работата се води от доброволци – преводачи, редактори и експерти, които даряват своето време и парични средства. Общността на Кан Академия в България включва стотици доброволци и няколко организации-партньори.

### Официална подготовка за тестове
От 2015 г. Кан Академия е официалният уебсайт за подготовка за SAT. Според докладите, ученето за SAT в продължение на поне 20 часа в Кан Академия е свързано със 115 точки увеличение на средния резултат. Кан Академия също предоставя безплатни подготвителни изпити за LSAT, Praxis Core и MCAT.

### Khan Academy Kids
През 2018 г. Кан Академия създава приложението Khan Academy Kids. Използва се от 2̟- до 8-годишни деца за усвояване на основни умения (предимно математика и езикови дисциплини), преди да преминат в основното училище.

### Pixar in a Box
През 2015 г. Кан Академия се обединява с Пиксар, за да създаде нов курс, наречен Pixar in a Box, който учи как уменията, научени в училище, помагат на творците в Пиксар.

### Преподаватели
Учителите могат да създадат класна стая в рамките на Кан Академия. Тази класна стая позволява на учителите да назначават курсове в базата данни на Кан Академия на своите ученици. Учителите могат също така да проследяват напредъка на своите ученици, докато работят по зададените уроци.

## Признание
Сал Кан и неговата Кан Академия са получили признанието както в САЩ, така и в международен план:
- През април 2012 г. Кан е включен сред 100-те най-влиятелни хора на сп. „Тайм“ за 2012 г.[41]
- През 2012 г. Кан Академия печели награда Webby в категория „Уеб сайтове и мобилни сайтове, Образование“[42]
- Кан е един от петимата носители на наградата „Хайнц“ за 2013 г. Наградата му е в областта „Човешко състояние̠“[43]
- През 2016 г. Кан Академия печели Награда „Шорти“ най-добро образование[44]
- През 2016 г. Кан получава четвъртата най-висока гражданска награда на Индия – Падма Шри, от президента на Индия.[45]

## Критики
Кан Академия е критикувана, защото на нейния създател Сал Кан му липсва официално образование или квалификация по педагогика. Твърденията в определени видеоклипове по математика и физика са поставени под съмнение заради тяхната техническа точност. В отговор на тези критики организацията коригира грешки в своите видеоклипове, разшири своя факултет и създаде мрежа от над 200 експерти по съдържание.
В интервю от януари 2016 г. Кан защитава стойността на онлайн лекциите на Кан Академия, като същевременно признава техните ограничения: „Мисля, че те са ценни, но никога не бих казал, че по някакъв начин представляват цялостно образование.“ Кан Академия се позиционира като допълнение към обучението в клас, със способността да подобри ефективността на учителите, като ги освободи от традиционните лекции и им даде повече време да се погрижат за нуждите на отделните ученици.